# Asparagin
Asparagin (forkortet Asn eller N) er en af de tyve naturligt forekommende aminosyrer. Den indeholder en carboxamid som sidekædens funktionelle gruppe. Det er ikke en essentiel aminosyre. Den genetiske kode er AAU og AAC.
En reaktion mellem asparagin og reducerende sukre eller reaktive carbonyler danner akrylamid i mad når de bliver opvarmet til passende temperatur. Dette sker bl.a. ved pommes frites, kartoffelchips og ristet brød.